# NGC 3492
NGC 3492 é uma galáxia elíptica na direção da constelação de Leo. O objeto foi descoberto pelo astrônomo Christian Peters em 1883, usando um telescópio refrator com abertura de 13,5 polegadas. Devido a sua moderada magnitude aparente (+13,2), é visível apenas com telescópios amadores ou com equipamentos superiores.